# کانتون تنا
کانتون تنا (به اسپانیایی: Cantón Tena) یک منطقهٔ مسکونی در اکوادور است که در استان ناپو واقع شده‌است.